# Caleta Vítor
Caleta Vítor es una pequeña caleta pesquera ubicado en la Región de Arica y Parinacota, en el norte de Chile. Se encuentra en la desembocadura de la quebrada homónima. Administrativamente, forma parte de la comuna de Arica, en la Provincia de Arica.

## Patrimonio arqueológico
En el extremo sur de la playa, se ubica una cueva con pictografías y pinturas rupestres que representan animales en tonos rojizos.
Además, detrás de unos cañones abandonados por la Armada de Chile, en una pequeña zanja se han hallado trozos de textiles, esteras de fibra vegetal y restos óseos humanos, correspondientes a la Cultura Chinchorro. A algunos metros de allí, una momia permanece a medio desenterrar, mostrando el cráneo, cabellera, una mano y algunos huesos dispersos. 
La conservación del patrimonio arqueológico existente en la zona está a cargo del Consejo de Monumentos Nacionales.
Según se informaba en 2005, la situación de Caleta Vitor era de una alta contaminación por la basura que dejan las personas que visitan la zona y los grafiti que estampan algunos dentro de la cueva, dañando directamente las pinturas rupestres milenarias que hay en sus paredes. La basura que se ha ido acumulando en algunas zanjas e irregularidades del terreno se ha mezclado además con los restos óseos y artefactos arqueológicos, causando un importante daño patrimonial.

## Vestigios militares
Hasta el 2003, la playa era celosamente custodiada por la Armada de Chile, que por razones estratégicas mantenía allí un destacamento de Infantería de Marina y dos cañones apuntando hacia el mar, para prevenir cualquier intento de desembarco de fuerzas hostiles. Pero el mejoramiento de las relaciones con los países vecinos, con la superación de los temas pendientes del tratado de 1929 con Perú, llevó al abandono de esas instalaciones, de las que actualmente solo quedan los cimientos de algunas construcciones, restos de sacos terreros, como también los tubos de las grandes armas, aún mirando al océano.